# Górne Uele
Górne Uele (fr. Haut-Uele) – prowincja w Demokratycznej Republice Konga, która ma powstać na mocy konstytucji przyjętej w 2006 roku; obecnie w granicach Prowincji Wschodniej. Stolicą prowincji ma być Isiro.